# Xylopteryx oneili
Xylopteryx oneili är en fjärilsart som beskrevs av Louis Beethoven Prout 1932. Xylopteryx oneili ingår i släktet Xylopteryx och familjen mätare. Inga underarter finns listade i Catalogue of Life.